# Ouémé
Oueme ou Ouémé é um departamento do Benim. Sua capital é a cidade de Porto-Novo. Concentra 11% da população do país.

## Comunas
- Adjarra
- Adjohoun
- Aguégués
- Akpro-Missérété
- Avrankou
- Bonou
- Dangbo
- Porto Novo
- Sèmè-Kpodji

## Demografia
| 2002   | 2013    | Taxa de variação intercensitária |
| 730772 | 1100404 | 3,69%                            |